# خط عرض 79° شمال
خط عرض 79° شمال هي إحدى دوائر العرض الجغرافية، وهي دوائر وهمية تحيط بالكرة الأرضية، وموازية لخط الاستواء، وتتميز هذه الدائرة بأن الأراضي الواقعة عليها تنتمي للمنطقة القطبية.

## حول العالم
خط عرض 79° شمال يبدأ من خط الزوال الأولي ويتجه شرقا ويمر عبر:
| الإحداثيات                           | البلد أو الإقليم أو البحر | ملاحظات                                                 |
| ------------------------------------ | ------------------------- | ------------------------------------------------------- |
| 79°0′N 0°0′E / 79.000°N 0.000°E      | المحيط الأطلسي            | بحر غرينلاند                                            |
| 79°0′N 12°5′E / 79.000°N 12.083°E    | النرويج                   | سفالبارد - جزيرة سبيتسبرغن                              |
| 79°0′N 20°11′E / 79.000°N 20.183°E   | بحر بارنتس                | مرورا بشمال the جزيرة Kongsøya، سفالبارد, النرويج       |
| 79°0′N 30°4′E / 79.000°N 30.067°E    | النرويج                   | سفالبارد - جزيرة Abeløya                                |
| 79°0′N 30°19′E / 79.000°N 30.317°E   | بحر بارنتس                |                                                         |
| 79°0′N 67°0′E / 79.000°N 67.000°E    | بحر كارا                  |                                                         |
| 79°0′N 95°44′E / 79.000°N 95.733°E   | روسيا                     | سيفيرينيا زيمليا - جزيرة ثورة أكتوبر                    |
| 79°0′N 99°58′E / 79.000°N 99.967°E   | بحر لابتيف                |                                                         |
| 79°0′N 101°6′E / 79.000°N 101.100°E  | روسيا                     | سيفيرينيا زيمليا - جزيرة البلاشفة                       |
| 79°0′N 104°5′E / 79.000°N 104.083°E  | بحر لابتيف                |                                                         |
| 79°0′N 114°28′E / 79.000°N 114.467°E | المحيط المتجمد الشمالي    |                                                         |
| 79°0′N 104°40′W / 79.000°N 104.667°W | كندا                      | نونافوت - جزيرة اليف رينجنس [لغات أخرى]‏                 |
| 79°0′N 101°21′W / 79.000°N 101.350°W | Peary Channel             |                                                         |
| 79°0′N 94°12′W / 79.000°N 94.200°W   | كندا                      | نونافوت - جزيرة أكسل هايبرغ، Stor Island وجزيرة إليسمير |
| 79°0′N 76°7′W / 79.000°N 76.117°W    | مضيق ناريس                |                                                         |
| 79°0′N 68°48′W / 79.000°N 68.800°W   | جرينلاند                  |                                                         |
| 79°0′N 19°52′W / 79.000°N 19.867°W   | المحيط الأطلسي            | بحر غرينلاند                                            |
| 79°0′N 68°43′W / 79.000°N 68.717°W   | جرينلاند                  | North of Inuarfissuaq (Cap Russel)                      |
| 79°0′N 17°57′W / 79.000°N 17.950°W   | جرينلاند                  | جزيرة Norske Island                                     |
| 79°0′N 17°40′W / 79.000°N 17.667°W   | المحيط الأطلسي            | بحر غرينلاند                                            |